# Raión de Krémenets
Raión de Krémenets (en ucraniano: Кременецький район) es un raión o distrito de Ucrania en la óblast de Ternópil. La capital es la ciudad de Krémenets.
Su territorio fue definido en 2020 mediante la fusión de la hasta entonces ciudad de importancia regional de Krémenets con el propio raión homónimo y los hasta entonces vecinos raiones de Lánivtsi, Shumsk y la mitad septentrional del raión de Zbarazh.

## Demografía
Según estimación de 2010, contaba con una población total de 69 510 habitantes en sus límites antiguos.

## Subdivisiones
Tras la reforma territorial de 2020, el raión incluye 8 municipios: las ciudades de Krémenets (la capital), Lánivtsi, Pocháyiv y Shumsk, el asentamiento de tipo urbano de Víshnivets y los municipios rurales de Borsuký, Velyki Dederkaly y Lopushne.

## Otros datos
El código KOATUU fue 6123400000. El código postal 47000 y el prefijo telefónico +380 3546.